# Comisión Lytton

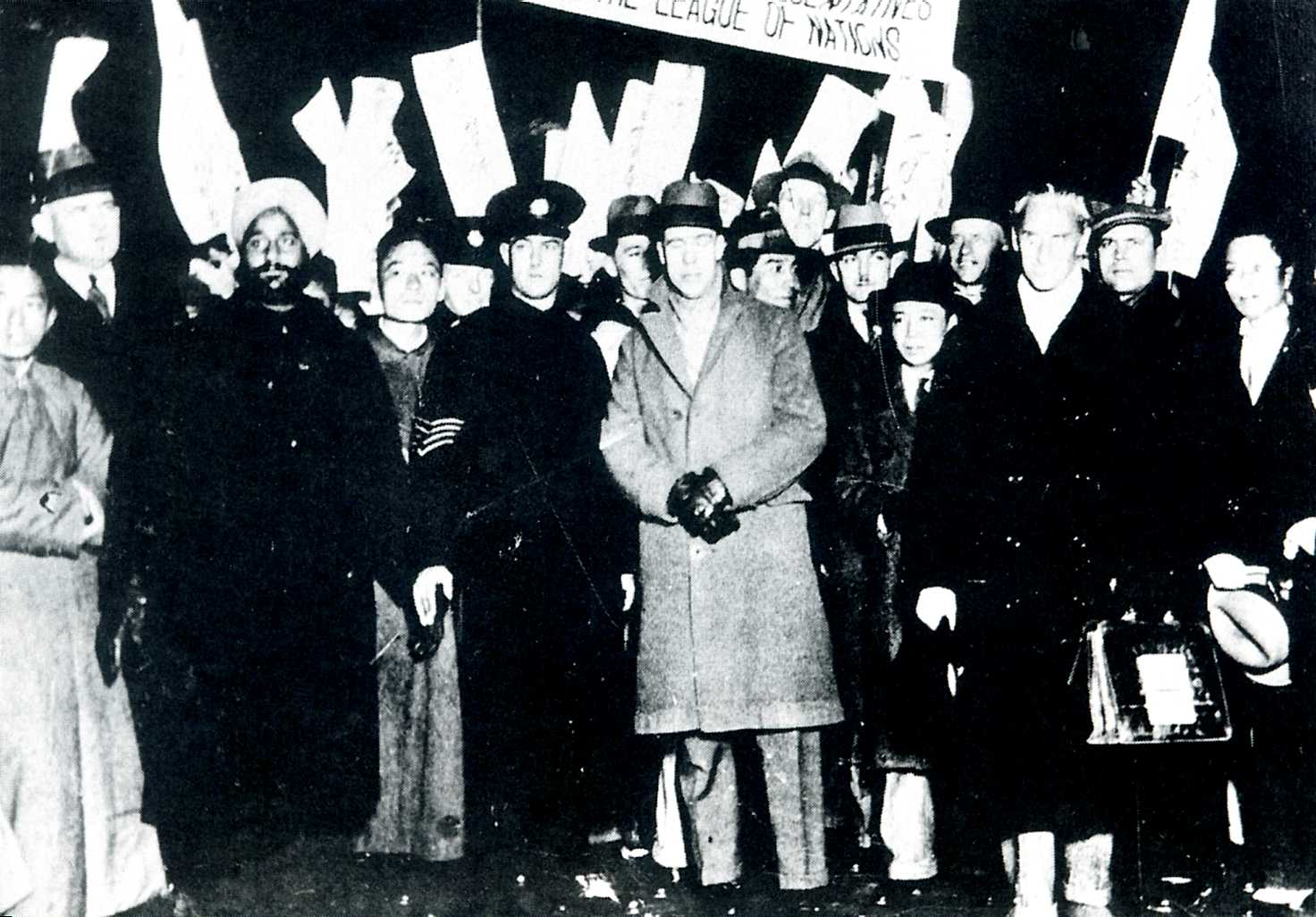
Llegada de la Comisión Lytton a Shanghái en 1932.

La Comisión Lytton fue un grupo de trabajo establecido por la  Sociedad de Naciones en 1931 para investigar las causas del Incidente de Mukden y determinar los motivos y consecuencias del ataque de Japón contra China y la posterior proclamación del estado de Manchukuo.

## Trabajo de la Comisión
El nombre de la Comisión se debió a su jefe máximo, el diplomático británico G. R. Bulwer-Lytton, segundo conde de Lytton, quien dirigía a un conjunto de funcionarios de la Sociedad de Naciones con experiencia en relaciones internacionales, y quien mantuvo reuniones con los líderes gubernamentales de China y Japón, dedicando tiempo a la investigación in situ de los conflictos entre ambos países y buscar fórmulas de acuerdo entre ambos para mantener la paz en Asia Oriental. Las funciones de la Comisión empezaron en abril de 1932 hasta el mes de agosto del mismo año.

## Conclusiones de la Comisión

La Comisión Lytton, que examinó más de la explosión de trenes.

La Comisión Lytton emitió un informe final, denominado Informe Lytton, describiendo las relaciones internacionales de China y Japón antes del Incidente de Mukden y reflejando los intereses políticos y económicos de ambos estados. Para expresar los sucesivos eventos previos al Incidente de Mukden, el reporte tomó como base relatos de testigos y de participantes directos, indagando también sobre los antecedentes de la fundación del Imperio de Manchukuo y su posterior evolución (la creación oficial de dicho Estado ya había ocurrido antes que la Comisión pudiese llegar a Manchuria). El reporte también contenía diversas sugerencias a la Sociedad de Naciones para alentar algunas soluciones a los puntos de enfrentamiento político y económico entre Japón y China, con propuestas de acuerdo que serían estudiados por la Sociedad.
No obstante este trabajo, la demora de la Sociedad de Naciones en reaccionar al Incidente de Mukden y la falta de una condena inicial firme contra Japón permitieron que el gobierno nipón ejecutase con suficiente tiempo todos los actos necesarios para establecer firmemente su influencia completa sobre Manchuria, logrando entonces que la creación de Manchukuo fuera un acto plenamente consumado en el momento que la Comisión llegó a Asia. Si bien la iniciativa de la Comisión era presentar un informe balanceado e imparcial, las conclusiones terminaban apoyando las quejas de China en muchos aspectos cruciales.
El reporte indicaba, entonces, que las tropas imperiales japonesas habían realizado operaciones de agresión contra China, y no de simple autodefensa como arguyó el gobierno de Tokio, con lo cual el Incidente de Mukden era determinado como de responsabilidad exclusivamente nipona. Respecto de Manchukuo, el reporte de la Comisión expresaba que dicho Estado se sostenía solamente con el apoyo de tropas japonesas, que sin la ayuda directa de Japón no podría seguir existiendo Manchukuo ni el régimen de su "emperador" Pu Yi, y sobre todo que no había una auténtica adhesión de la población local de Manchuria (población mayormente china) al recién formado Estado, ni había surgido siquiera un verdadero movimiento de independencia en dicha región. Tales conclusiones contradecían abiertamente las versiones oficiales que Japón había indicado a los gobiernos extranjeros.

## Ante la Sociedad de Naciones
Cuando en octubre de 1932 la Comisión hizo públicas sus conclusiones, el mes anterior Japón había formulado su reconocimiento diplomático a Manchukuo mediante el llamado «Protocolo Japón-Manchukuo», por lo cual el gobierno nipón pudo sostener que no había ocurrido una real secesión de una provincia de China sino la proclamación de un "país independiente". La Sociedad de Naciones presentó en su asamblea general de febrero de 1933 las conclusiones de la Comisión Lytton y se aprobó una moción para condenar al gobierno de Japón como país agresor de China, pero de inmediato el gobierno japonés anunció su retiro de la Sociedad. El reporte de la Comisión Lytton conservó su valor como documento histórico que documentaba la agresión japonesa contra China, y que describía el carácter títere del Estado de Manchukuo, pero en la práctica no sirvió para detener la violación de normas de Derecho Internacional.